# Resident Alien

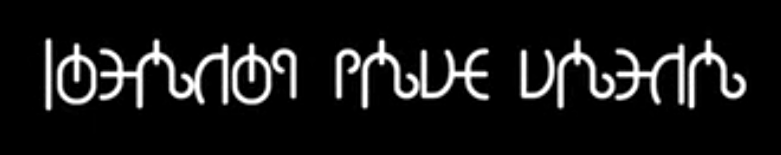
Limba extraterestră văzută în serial, care este de fapt Esperanto scris de la dreapta la stânga. Această frază din sezonul 1, episodul 1 se traduce ca "în urmă cu patru luni"

Resident Alien (în română Rezident extraterestru) este un serial de televiziune american științifico-fantastic creat de Chris Sheridan, bazat pe cărțile de benzi desenate de Peter Hogan și Steve Parkhouse, care a avut premiera primului sezon de 10 episoade la 27 ianuarie 2021 pe Syfy. Alan Tudyk joacă rolul principal în acest serial. În martie 2021, serialul a fost reînnoit pentru un al doilea sezon care și-a dat premiera pe 26 ianuarie 2022. Al doilea sezon este alcătuit din 16 episoade, împărțit în două părți de 8 episoade, cu a doua parte având premiera pe 10 august 2022. În iulie 2022, serialul a fost reînnoit pentru un al treilea sezon de 8 episoade, care a avut premiera pe 14 februarie 2024. În iunie 2024, a fost reînnoit pentru un al patrulea sezon; de asemenea a fost anunțat că se va muta pe USA Network.

## Prezentare
Dr. Harry Vanderspeigle este un pustnic într-un orășel din Colorado. El este, de asemenea, un extraterestru trimis într-o misiune de distrugere a umanității și de pregătire a Pământului pentru a fi locuit de către semenii săi.
Din cauza unui accident de navă spațială, el a rămas blocat pe Pământ și a preluat corpul unui medic pensionar care locuia lângă oraș.
Când medicul orașului este ucis, extraterestrul ia slujba celui ucis. Trăind într-un corp nou, el începe treptat să-și pună întrebări dacă oamenii merită sau nu să fie salvați.

## Distribuție și personaje

### Personaje principale
- Alan Tudyk - Captain Hah Re / Dr. Harry Vanderspeigle
- Sara Tomko - Asta Twelvetrees, asistenta medicului orașului
- Corey Reynolds - Mike Thompson, șeriful orașului
- Alice Wetterlund - D'arcy Morin, proprietarul barului orașului
- Levi Fiehler - Ben Hawthorne, tânărul primar al orașului
- Judah Prehn - Max, un băiețel care vede cine este cu adevărat „Harry”

### Personaje secundare
- Linda Hamilton - General McCallister
- Elizabeth Bowen - Deputy Sheriff Liv Baker
- Mandell Maughan - Lisa Casper
- Alex Barima - David Logan
- Jenna Lamia - Judy Cooper
- Gary Farmer - Dan Twelvetrees

## Episoade

### Prezentare generală
| Sezonul | Sezonul | Episoade | Episoade       | Premiera TV        | Premiera TV       |
| Sezonul | Sezonul | Episoade | Episoade       | Prima transmisie   | Ultima transmisie |
| ------- | ------- | -------- | -------------- | ------------------ | ----------------- |
|         | 1       | 10       | 10             | 27 ianuarie 2021   | 31 martie 2021    |
|         | 2       | 16       | 8              | 26 ianuarie 2022   | 16 martie 2022    |
| 8       | 2       | 16       | 10 august 2022 | 28 septembrie 2022 |                   |

### Sezonul 1 (2021)
| Nr. | Titlu                            | Regizat de            | Scris de                      | Data difuzării    | Telespectatori (milioane) |
| --- | -------------------------------- | --------------------- | ----------------------------- | ----------------- | ------------------------- |
| 1   | „Pilot”                          | David Dobkin          | Scenariu de: Chris Sheridan   | 27 ianuarie 2021  | 1.08                      |
| 2   | „Homesick”                       | Robert Duncan McNeill | Chris Sheridan                | 3 februarie 2021  | 1.22                      |
| 3   | „Secrets”                        | Robert Duncan McNeill | Njeri Brown                   | 10 februarie 2021 | 0.88                      |
| 4   | „Birds of a Feather”             | Jay Chandrasekhar     | Tazbah Chavez                 | 17 februarie 2021 | 1.02                      |
| 5   | „Love Language”                  | Jay Chandrasekhar     | Sarah Beckett                 | 24 februarie 2021 | 1.24                      |
| 6   | „Sexy Beast”                     | Jennifer Phang        | Emily Eslami & Jeffrey Nieves | 3 martie 2021     | 1.20                      |
| 7   | „The Green Glow”                 | Jennifer Phang        | Elias Benavidez               | 10 martie 2021    | 1.07                      |
| 8   | „End of the World As We Know It” | Shannon Kohli         | Christian Taylor              | 17 martie 2021    | 1.27                      |
| 9   | „Welcome Aliens”                 | Shannon Kohli         | Nastaran Dibai                | 24 martie 2021    | 1.16                      |
| 10  | „Heroes of Patience”             | Robert Duncan McNeill | Chris Sheridan                | 31 martie 2021    | 1.14                      |

### Sezonul 2 (2022)
| Nr. în serial | Nr. în sezon | Titlu                           | Regizat de            | Scris de                                       | Data difuzării     | U.S. telespectatori (milioane) |
| ------------- | ------------ | ------------------------------- | --------------------- | ---------------------------------------------- | ------------------ | ------------------------------ |
| 11            | 1            | „Old Friends”                   | Robert Duncan McNeill | Chris Sheridan                                 | 26 ianuarie 2022   | 1.36                           |
| 12            | 2            | „The Wire”                      | Robert Duncan McNeill | Sarah Beckett                                  | 2 februarie 2022   | 1.04                           |
| 13            | 3            | „Girls' Night”                  | Shannon Kohli         | Jenna Lamia                                    | 9 februarie 2022   | 1.09                           |
| 14            | 4            | „Radio Harry”                   | Shannon Kohli         | Tommy Pico                                     | 16 februarie 2022  | 1.02                           |
| 15            | 5            | „Family Day”                    | Lea Thompson          | Biniam Bizuneh                                 | 23 februarie 2022  | 0.90                           |
| 16            | 6            | „An Alien in New York”          | Lea Thompson          | Elias Benavidez                                | 2 martie 2022      | 0.96                           |
| 17            | 7            | „Escape From New York”          | Claudia Yarmy         | Emily Eslami & Jeffrey Nieves                  | 9 martie 2022      | 0.98                           |
| 18            | 8            | „Alien Dinner Party”            | Claudia Yarmy         | Chris Sheridan                                 | 16 martie 2022     | 1.10                           |
| 19            | 9            | „Autopsy”                       | Kabir Akhtar          | Cherry Chevapravatdumrong                      | 10 august 2022     | 0.66                           |
| 20            | 10           | „The Ghosts of Bobby Smallwood” | Kabir Akhtar          | Christian Taylor                               | 17 august 2022     | 0.67                           |
| 21            | 11           | „The Weight”                    | Warren P. Sonoda      | Zach Cannon                                    | 24 august 2022     | 0.74                           |
| 22            | 12           | „The Alien Within”              | Warren P. Sonoda      | Nastaran Dibai                                 | 31 august 2022     | 0.64                           |
| 23            | 13           | „Harry, a Parent”               | Brennan Shroff        | Jenna Lamia                                    | 7 septembrie 2022  | 0.58                           |
| 24            | 14           | „Cat and Mouse”                 | Brennan Shroff        | Sarah Beckett și Emily Eslami & Jeffrey Nieves | 14 septembrie 2022 | 0.57                           |
| 25            | 15           | „Best of Enemies”               | Robert Duncan McNeill | Nastaran Dibai                                 | 21 septembrie 2022 | 0.58                           |
| 26            | 16           | „I Believe in Aliens”           | Robert Duncan McNeill | Chris Sheridan                                 | 28 septembrie 2022 | 0.55                           |